# Gran Premio di Anversa 1939
Il Gran Premio di Anversa 1939 è stata una corsa automobilistica di velocità in circuito.

## Gara

### Risultati

#### Gara 1
Risultati della prima gara.
| Pos | Nr | Pilota           | Scuderia       | Vettura              | Giri | Tempo/Ritiro |
| --- | -- | ---------------- | -------------- | -------------------- | ---- | ------------ |
| 1   | 28 | Nino Farina      | Alfa Corse     | Alfa Romeo 412       | 17   | 43'54"300    |
| 2   | 30 | Raymond Sommer   | Alfa Corse     | Alfa Romeo 412       | 17   | 43'52"000    |
| 3   | 12 | Robert Mazaud    | Privato        | Delahaye 135CS       | 17   | 43'57"000    |
| 4   | 14 | Georges Monneret | Delage D6      | Ecurie Walter Watney | 17   | 43'59"000    |
| 5   | 16 | Louis Gérard     | Delage D6      | Ecurie Walter Watney | 17   | 44'38"900    |
| 6   | 22 | Pierre Levegh    | Privato        | Talbot-Lago T150C    | 17   | 44'39"600    |
| 7   | 8  | Eugene Chaboud   | Ecurie Francia | Delahaye 135CS       | 16   |              |
| 8   | 4  | B. H. Talbot     |                | Aston Martin         | 15   |              |
| 9   | 24 | Raoul Forestier  | Privato        | Talbot-Lago T150C    | 12   |              |
| ?   | 4  | Joseph Paul      | Ecurie Francia | Delahaye 135CS       |      |              |

#### Gara 2
Risultati della seconda gara.
| Pos | Nr | Pilota           | Scuderia       | Vettura              | Giri | Tempo/Ritiro |
| --- | -- | ---------------- | -------------- | -------------------- | ---- | ------------ |
| 1   | 28 | Nino Farina      | Alfa Corse     | Alfa Romeo 412       | 17   | 43'01"300    |
| 2   | 30 | Raymond Sommer   | Alfa Corse     | Alfa Romeo 412       | 17   | 43'03"500    |
| 3   | 14 | Georges Monneret | Delage D6      | Ecurie Walter Watney | 17   | 43'56"500    |
| 4   | 22 | Pierre Levegh    | Privato        | Talbot-Lago T150C    | 17   | 45'05"900    |
| 5   | 24 | Raoul Forestier  | Privato        | Talbot-Lago T150C    | 16   |              |
| 6   | 8  | Eugene Chaboud   | Ecurie Francia | Delahaye 135CS       | 15   |              |
| 7   | 4  | B. H. Talbot     |                | Aston Martin         | 14   |              |
| Rit | 12 | Robert Mazaud    | Privato        | Delahaye 135CS       |      |              |
| Rit | 16 | Louis Gérard     | Delage D6      | Ecurie Walter Watney |      |              |
| NP  | 2  | Robert Cowell    |                | Alta                 |      |              |
| NP  | 10 | Marcel Contet    | Ecurie Francia | Delahaye 135CS       |      |              |
| NP  | 4  | Joseph Paul      | Ecurie Francia | Delahaye 135CS       |      |              |

Note
Giro veloce: Nino Farina (2'28"300).

#### Gara 3
Risultati della terza gara.
| Pos | Nr | Pilota           | Scuderia       | Vettura              | Giri | Tempo/Ritiro |
| --- | -- | ---------------- | -------------- | -------------------- | ---- | ------------ |
| 1   | 30 | Raymond Sommer   | Alfa Corse     | Alfa Romeo 412       | 17   |              |
| 2   | 28 | Nino Farina      | Alfa Corse     | Alfa Romeo 412       | 17   |              |
| 3   | 14 | Georges Monneret | Delage D6      | Ecurie Walter Watney | 17   |              |
| 4   | 22 | Pierre Levegh    | Privato        | Talbot-Lago T150C    | 17   |              |
| 5   | 24 | Raoul Forestier  | Privato        | Talbot-Lago T150C    | 17   |              |
| 6   | 8  | Eugene Chaboud   | Ecurie Francia | Delahaye 135CS       | 16   |              |
| 7   | 4  | B. H. Talbot     |                | Aston Martin         | 15   |              |

Note
Giro veloce: Nino Farina (2'26"100).

### Classifica finale a punti
Classifica finale stilata in base alla somma dei punteggi ottenuti nelle tre gare disputate.
| Pos | Nr | Pilota           | Scuderia   | Vettura              | Punti |
| --- | -- | ---------------- | ---------- | -------------------- | ----- |
| 1   | 28 | Nino Farina      | Alfa Corse | Alfa Romeo 412       |       |
| 2   | 30 | Raymond Sommer   | Alfa Corse | Alfa Romeo 412       |       |
| 3   | 14 | Georges Monneret | Delage D6  | Ecurie Walter Watney |       |
| 4   | 22 | Pierre Levegh    | Privato    | Talbot-Lago T150C    |       |
| 5   | 4  | B. H. Talbot     |            | Aston Martin         |       |
| 6   | 24 | Raoul Forestier  | Privato    | Talbot-Lago T150C    |       |